# Hydriomena fuscoundata
Hydriomena fuscoundata là một loài bướm đêm trong họ Geometridae.